# Horia Bernea
Horia Bernea (n. 14 septembrie 1938, București, România – d. 4 decembrie 2000, Paris, Franța) a fost arhitect, desenator și pictor român, fiul sociologului și etnologului Ernest Bernea.
Horia Bernea a deținut între anii 1990-2000 funcția de director general al Muzeului Țăranului Român.

## Date biografice
Horia Bernea s-a născut la data de 14 septembrie 1938 în București, fiind fiul cunoscutului sociolog și etnolog Ernest Bernea (1905-1990) și al soției sale, Maria Patrichi. Între anii 1957 și 1959 Horia Bernea a urmat cursurile Facultății de Matematică și Fizică a Universității București, între anii 1959 și 1965 – Școala Tehnică de Arhitectură și între anii 1962-1965 Institutul Pedagogic (secția Desen).
A debutat public ca pictor în anul 1965 la Cenaclul Tineretului al Uniunii Artiștilor Plastici.
A fost membru al grupului de la Poiana Mărului, membru al grupului "Prolog", a lucrat în taberele de creație de la Văratec și Tescani, apoi la Paris și în sudul Franței, în Provence.
A avut numeroase expoziții personale sau de grup la Richard Demarco Gallery (1970-1971), College Gallery al Universității din Birmingham, Sigi Krauss Gallery în Covent Garden (1971), Compass Gallery din Glasgow (1971), Richard Demarco Gallery (1976), Generative Art Gallery, Londra (1976) etc 
În perioada 1998-1999 a realizat la Roma împreună cu teologul, antropologul și diplomatul Teodor Baconsky (pe atunci ambasador al României pe lîngă Sf. Scaun), o mărturie ilustrată despre "Roma bizantină": Roma caput mundi. Un ghid subiectiv al Cetății Eterne  (sprijinit pe dialoguri, note, fotografii, acuarele și desene) – adevărată "nouă punere în scenă" a miracolului roman.
Pictorul Horia Bernea a fost membru al Comisiei Monumentelor Istorice și al Grupului de Reflecție pentru Înnoirea Bisericii.
În anul 1997, Muzeul Național de Artă al României – Departamentul de Artă Contemporană a editat un album de picturi ale lui Horia Bernea. În textul "Avantajele spirituale ale unui artist din Est" publicat în același album, Horia Bernea și-a făcut o adevărată profesiune de credință:
|  | Există un pericol în care suntem sincroni cu Occidentul: pierderea identității, uitarea rădăcinilor noastre profunde… În fața unei lumi amenințate de descompunere, forțate să renege reperele fundamentale ale existenței sale, artistul, omul de cultură în genere, trebuie să participe la sensul sacrificiului ce a mântuit lumea. El trebuie «să salveze». | — Horia Bernea |

[nefuncțională]

## Muzeul Țăranului Român
la data de 5 februarie 1990, noul guvern al României democratice a decretat reînființarea vechiului Muzeu de Artă Populară (practic desființat în anul 1977 prin unirea sa cu Muzeul Satului), în sediul său originar, uzurpat din 1953 de muzee ale partidului comunist cu diferite denumiri.
În anul 1990, Andrei Pleșu, ministrul Culturii de atunci, l-a numit pe pictorul Horia Bernea în funcția de director general al Muzeului Țăranului Român, funcție pe care a deținut-o până la moartea sa. În prealabil, Bernea a fost consultat asupra denumirii muzeului, oprindu-se asupra celei de Muzeu al Țăranului Român.
După o serie de expoziții temporare, abia în primăvara anului 1993, Muzeul a fost deschis cu o primă parte a expunerii permanente, pusă sub semnul generos al Crucii. A urmat deschiderea sălilor cu icoane în anul 1994, iar în anul 1996 inaugurarea etajului Muzeului, sub titlul semnificativ „Triumf.”
Directoratul a reprezentat o mare împlinire a activității de maturitate a lui Horia Bernea. Artistul vizual și arhitectul a ctitorit cel mai important așezământ de cultură tradițională din România, organizat după toate exigențele muzeisticii contemporane. În anul 1994, omului de cultură Horia Bernea i s-a decernat, de către Fundația Culturală Română, Premiul pentru contribuția adusă la recuperarea tradițiilor spirituale ale civilizației țărănești, la care se adaugă Marele Premiu George Apostu.
În anul 1996 muzeul a fost răsplătit cu înalta distincție "European Museum of the Year", premiul pentru cel mai bun muzeu european al anului pentru prima dată acordat unui muzeu aparținând unei țări din estul Europei 

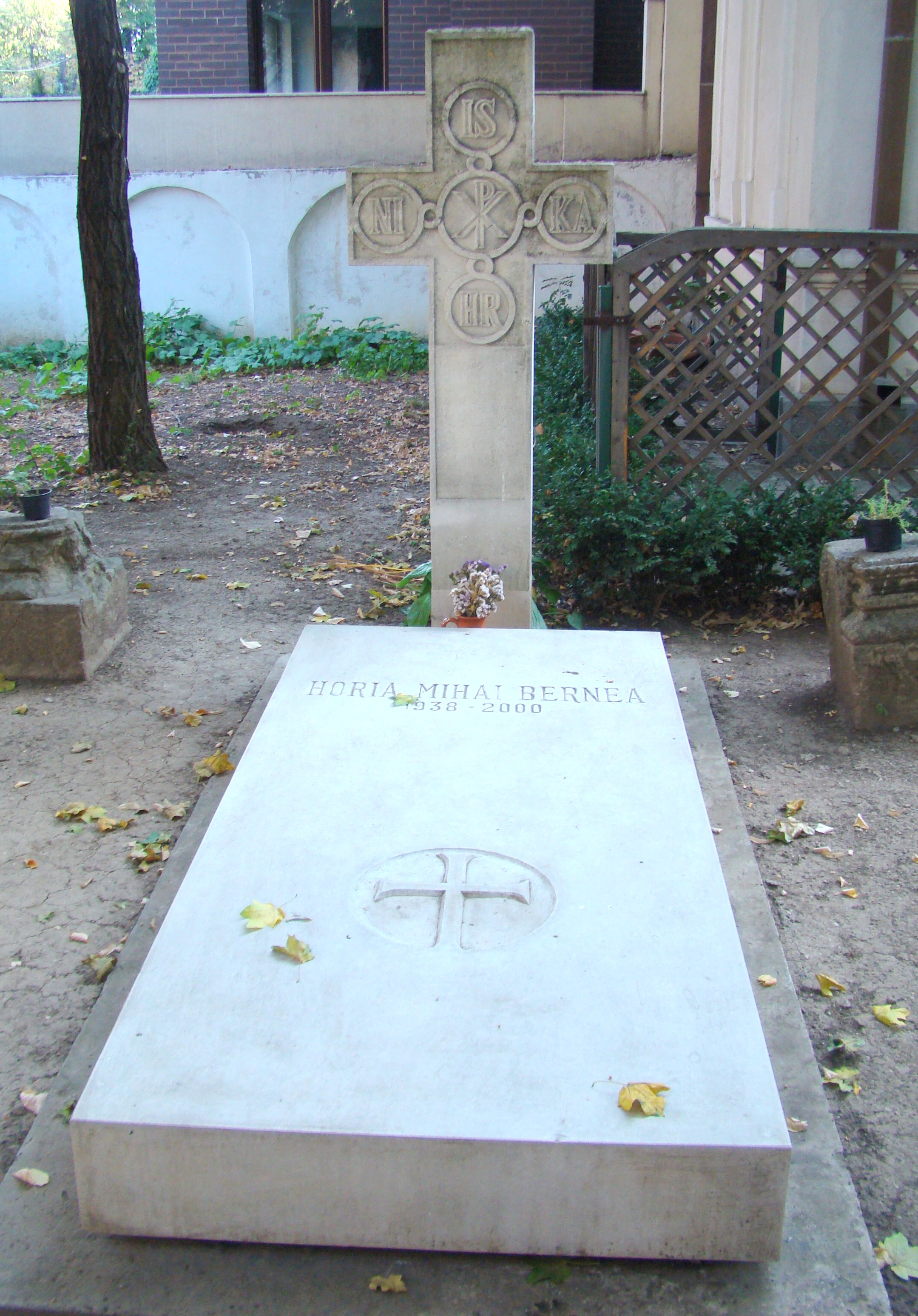
Mormântul lui Horia Bernea din curtea bisericii „Izvorul Tămăduirii" - Mavrogheni

Muzeul Țăranului Român s-a dezvoltat în condiții materiale precare, dar cu toate acestea, în anii de după deschidere, colecțiile muzeului au continuat să se îmbogățească prin achiziționarea a noi piese valoroase sau prin obținerea de donații. La inițiativa lui Horia Bernea, au fost achiziționate 6 biserici de lemn, dintre care 2 au fost aduse la București (cea din Mintia, expusă în interior, și cea din Bejani, în curtea muzeului – ambele din județul Hunedoara), iar alte 4 sînt păstrate și îngrijite in situ (la Lunca Moților – jud. Hunedoara; la Groșii Noi, Julița și Troaș – jud. Arad).
Horia Bernea a decedat în seara zilei de 4 decembrie 2000, la Paris, după ce suferise o dificilă intervenție chirurgicală pe cord deschis. Corpul său a fost adus în țară și înmormântat la Biserica Mavrogheni, în apropiere de Muzeul Țăranului Român. La înmormântarea sa au participat numeroși ierarhi ai B.O.R., în frunte cu Părintele Patriarh Teoctist și cu Arhiepiscopul Bartolomeu Anania (care a ținut atunci o memorabilă cuvântare), precum și renumiți oameni de cultură printre care Andrei Pleșu și Horia-Roman Patapievici.

## Premii
- Premiul pentru Pictură al U.A.P. (1970)
- Premiul "Stahly" la Bienala Tineretului de la Paris (1971)
- Premiul "Ion Andreescu" al Academiei Române (1978)
- Marele Premiu al U.A.P. (1983)
- Premiul al Fundației Culturale Române
- Premiul Grupului pentru Dialog Social (2000)
- Ordinul Național "Pentru Merit" în grad de Mare Cruce acordat de către Președinția României (2000)

## Aprecieri critice
|  | Horia Bernea a adus un suflu proaspăt în muzeografia contemporană prin faptul că a construit muzeul ca pe o pictură. Dar nu ca pe o pictură oarecare, ci, așa cum a mărturisit-o în repetate rînduri, ca pe o icoană a Țăranului Român. | — Costion Nicolescu |

[nefuncțională]
|  | Horia Bernea deținea puterea de a-și stiliza – iradiant - habitatul. El nu locuia undeva, ci transforma orice loc într-o extensie coerentă a propriei ființe. Așa îmi explic senzația de forță pe care o transmitea oricăruia dintre interlocutorii săi. În vreme ce omul "normal" apare ca o piesă subalternă într-un ansamblu preconceput sau impersonal, Horia Bernea funcționa ca epicentru al unui univers obiectual organizat după chipul și asemănarea sa. | — Teodor Baconschi |

[nefuncțională]